# Església de Sant Miquel Arcàngel (Soneixa)
L'església parroquial del municipi de Soneixa (Alt Palància, País Valencià), consagrada a Sant Miquel Arcàngel, data de mitjans del segle xviii i està situada en un petit turó, al costat de l'antiga casa-palau dels ducs de Montellano.

## Descripció historico-artística
Aquesta església es va començar a construir a 1751 sota la protecció del bisbe Cepeda, i va ser acabada en 1766 seguint els plànols d'Antoni Gilabert i Felip Rubio. Es creu que en els seus fonaments hi haja una mesquita àrab, però, no s'ha trobat evidència al respecte en les cates arqueològiques efectuades.
Es tracta d'un temple d'estil corinti, amb un cor alt i la capella de la comunió independent. De tres naus, amb creuer i cúpula, té decoració de guixeries d'estil rococó. A la dreta del creuer trobem una Mare de Déu dels Dolors (de l'artista Esteve Bonet) i dues imatges tallades, representant a Santa Rosa i a la Mare de Déu del Rosari. La capella del Crist, correspon a una arquitectura acadèmica valenciana pròpia del segle xviii.
El seu campanar és de base quadrada i escassa alçada, amb rematada en forma de templet amb llanterna. Alberga un valuós conjunt de campanes, en el qual destaca la "campana dels Quarts". L'antiguitat d'aquesta campana es remunta aproximadament a 1250, el que la converteix en la més antiga de la diòcesi de Segorbe-Castelló, una de les tres amb més antiguitat del País Valencià, i una també d'entre les cinc més antigues de l'Estat espanyol. Al costat d'aquesta, cal destacar, entre les campanes de volteig, la campana gòtica datada al voltant de 1550, anomenada "Maria". Les altres campanes voltejadores són la "Salvadora" (que data de 1794), la "Josefa" i la "Miquela" (totes dues foses el 1795). El conjunt es completa amb la campana de les Hores (de 1847, que és una campana de tipus "closca" que mostra l'epigrafia "Ntra. Sra. del Pilar") i el cimbanillo (datat del 1794)